# Hossein Khajeh Amiri
Pour les articles homonymes, voir Amiri.
Iraj (Hossein Khajeh Amiri), né le 2 janvier 1933  (en persan : ایرج / حسین خواجه‌امیری) à Khaled Abad (en persan : خالدآباد), Natanz, Iran est un chanteur iranien.

## Biographie
Il est né dans une petite ville située à 55 kilomètres à l'ouest de Kashan en Iran. Il a commencé sa carrière musicale à l'âge de 6 ans en pratiquant le chant traditionnel persan (Avaz) sous la direction de son père. Selon le livre « Maîtres de la musique iranienne », le grand-père d'Iraj était un chanteur désigné à la cour de Nasseredin Shah, un roi de la dynastie Qadjar.
Il s'installe à Téhéran pour poursuivre sa scolarisation. Au bout d'un certain temps, il est présenté par Hamid Vafaadaar à un maître nommé Ostaad («Maître» en langue persane) Sabaa. Celui-ci, pendant 2 ans lui enseignera la musique classique perse.
Sa carrière professionnelle a commencé quand Ostad A. Sabaa l'initie à la radio nationale iranienne, à l'âge de 14 ans. Il rejoint alors le programme de musique classique perse appelé Golha et a travaillé avec des maîtres tels que Tajvidi, Yahaghi, Malek, Shahnaz, Khaleghi, Khaledi, Sharif et Kasaiee. Il présente une nouvelle approche du chant à la fois pour la musique classique persane et la musique pop Perse. Sa voix était adorée par la majorité de ceux qui ont l'habitude d'entendre ses chansons dans les nombreux films Perses, notamment ceux avec Mohammad-Ali Fardin (un acteur très populaire en Iran pendant les années soixante et soixante-dix). Selon Ostaad Banaan (autre chanteur mythique en Iran), la voix d'Iraj est extraordinaire et incomparable.
Durant ces années, Iraj a également rejoint la Royal Air Force Iranienne et atteint le grade de lieutenant-colonel au moment de sa retraite de l'armée.
Il vit en Iran, et a cinq enfants qui sont devenus adultes (3 garçons et 2 filles). Son fils cadet Ehsaan Khaaje Amiri - a une vingtaine d'années - est également chanteur. Sa fille, Elika est un artiste.
Beaucoup d'Iraniens croient vraiment que la voix d'Iraj, incluant son style de chant, devrait être considérée comme l'une des plus grandes jusqu'à aujourd'hui dans l'histoire de la musique perse[réf. nécessaire].